# Арбольдсвіль
Арбольдсвіль (нім. Arboldswil) — громада  в Швейцарії в кантоні Базель-Ланд, округ Вальденбург.

## Географія
Громада розташована на відстані близько 60 км на північ від Берна, 8 км на південь від Лісталя.
Арбольдсвіль має площу 3,5 км², з яких на 6,4% дозволяється будівництво (житлове та будівництво доріг), 52% використовуються в сільськогосподарських цілях, 41,6% зайнято лісами, 0% не є продуктивними (річки, льодовики або гори).

## Демографія
2019 року в громаді мешкало 580 осіб (+12,6% порівняно з 2010 роком), іноземців було 6,4%. Густота населення становила 167 осіб/км².
За віковим діапазоном населення розподілялося таким чином: 20,2% — особи молодші 20 років, 57,2% — особи у віці 20—64 років, 22,6% — особи у віці 65 років та старші. Було 237 помешкань (у середньому 2,4 особи в помешканні).
Із загальної кількості 86 працюючих 17 було зайнятих в первинному секторі, 8 — в обробній промисловості, 61 — в галузі послуг.